# ترس، بریتیش کلمبیا
ترس (به انگلیسی: Terrace) شهری در استان بریتیش کلمبیای کانادا است که در کنار رودخانه اسکینا واقع شده‌است.
بومیان کیتسلاس از قبیله از سیمشیان، از هزاران سال پیش در این منطقه زندگی می کردند.

## خصوصیات
ترس ۵۷٫۳۶ کیلومترمربع مساحت و ۱۱٬۴۸۶ نفر جمعیت دارد و ۶۷ متر بالاتر از سطح دریا واقع شده‌است.